# Мадагаскарский уж Шлегеля
Мадагаскарский уж Шлегеля (лат. Madagascarophis colubrinus) — вид ядовитых змей из семейства Pseudoxyrhophiidae. Описан немецким зоологом Германом Шлегелем (1804—1884).

## Внешний вид
Общая длина достигает 1 м. Голова сильно расширена у основания, имеет большие глаза с вертикальными зрачками.  Туловище крепкое, стройное. Хвост длинный.
Окраска очень изменчива, основной тон тела варьирует от серого до коричневого. Спину покрывает узор из тёмных прямоугольных пятен. Брюхо и кончик хвоста светлее. Молодые особи окрашены гораздо ярче, обычно в жёлтые и оранжевые цвета, с возрастом окраска тускнеет.

## Распространение
Эндемик острова Мадагаскар.

## Образ жизни
Обитает в различных биотопах на низменностях, но предпочитает места около водоёмов. Активен ночью. Встречается на земле и невысоко над её поверхностью. Питается разнообразно: в рацион входят лягушки, хамелеоны, гекконы, сцинки, змеи других видов, мелкие млекопитающие, птицы и их яйца.
Яйцекладущая змея. Самка откладывает от 2 до 6 яиц. Через 75—82 дня появляются молодые змеи.

## Подвиды
Выделяют 5 подвидов мадагаскарского ужа Шлегеля:
- Madagascarophis colubrinus citrinus
- Madagascarophis colubrinus colubrinus
- Madagascarophis colubrinus occidentalis
- Madagascarophis colubrinus pastoriensis
- Madagascarophis colubrinus septentrionalis